# Bartramia strictula
Bartramia strictula är en bladmossart som beskrevs av C. Müller 1888. Bartramia strictula ingår i släktet äppelmossor, och familjen Bartramiaceae. Inga underarter finns listade i Catalogue of Life.